# Les Chemises rouges
Pour plus de détails, voir Fiche technique et Distribution.
Les Chemises rouges (Camicie rosse en italien) est un film italien réalisé par Goffredo Alessandrini et Francesco Rosi, sorti en 1952.

## Synopsis
En 1849, venues soutenir le pape, les troupes françaises et autrichiennes mettent fin à la République de Rome. À la tête d'un groupe de volontaires, les Chemises rouges, Giuseppe Garibaldi (Raf Vallone) quitte la ville et tente de rejoindre Venise. Son épouse Anita (Anna Magnani) le suit dans son périple.

## Fiche technique
Sauf indication contraire, les informations mentionnées dans cette section peuvent être confirmées par la base de données cinématographiques IMDb,  présente dans la section « Liens externes ».
- Titre original : Camicie rosse
- Titre français : Les Chemises rouges
- Réalisation : Goffredo Alessandrini, Francesco Rosi, assisté de Nanni Loy et  Siro Marcellini
- Scénario : Enzo Biagi, Renzo Renzi, Sandro Bolchi, Suso Cecchi D'Amico (non créditée)
- Direction artistique : Camillo Del Signore, Piero Gherardi, Alfredo Montori
- Costumes : Piero Gherardi
- Photographie : Leonida Barboni, Mario Parapeti, Marco Scarpelli
- Montage : Mario Serandrei
- Musique : Enzo Masetti
- Production : Luigi Carpentieri, Domenico Forges Davanzati
- Sociétés de production : Produzione Grandi Film, Grands Films Français
- Pays de production : Italie
- Langue : italien
- Format : Noir et blanc - 35 mm - 1,37:1 - Mono
- Genre : historique
- Durée : 88 minutes
- Dates de sortie : 
  - Italie : 15 août 1952
  - France : 18 décembre 1953
  - Belgique : 29 janvier 1954
- Affiche : Henri Cerutti (France)

## Distribution
- Anna Magnani : Anita Garibaldi
- Raf Vallone : Giuseppe Garibaldi
- Alain Cuny : Bueno
- Jacques Sernas : Gentile
- Carlo Ninchi : Ciceruacchio
- Enzo Cerusico : son fils
- Gino Leurini : Andrea
- Mario Monosilio : Giovanni
- Marisa Natale : Rosa
- Emma Baron : signora Giuccioli
- Carlo Duse : Bonnert
- Cesare Fantoni : Général Oudinot
- Rodolfo Lodi : Colonel Forbes
- Bruno Smith : Gustavo Mioni
- Pietro Tordi : Carlo Ferrari
- Piero Pastore : Pietro Fadini
- Serge Reggiani : Lantini
- Michel Auclair : un volontaire (non crédité)